# Aleksandr Sajarovski
Aleksandr Sajarovski (ruso: Александр Сахаровский); Gobernación de Kostromá, Imperio ruso, 3 de septiembre de 1909, fallecido el 12 de noviembre de 1983 en Moscú, Unión Soviética) fue un general soviético, jefe del Primer Alto Directorio (inteligencia exterior) del KGB desde 1955 hasta 1970. 
También fue jefe de la división de inteligencia exterior del KGB durante algunos de los acontecimientos clave de la Guerra Fría, incluyendo el aplastamiento de la Revolución Húngara de 1956 y la crisis de los misiles en Cuba.

## Biografía
Miembro del Ejército Rojo desde 1931, que en 1939 trabaja para el NKVD reclutando marineros extranjeros en Leningrado para que actúen como agentes de inteligencia.
Durante la Segunda Guerra Mundial, con el rango de mayor, se ocupa de tareas de contraespionaje contra la Alemania nazi en la región de Leningrado.
En 1946 fue destinado al MGB,  organización precursora del KGB, estableciéndose en Moscú.
En la década de 1940, de la mano de Andréi Vyshinski, diputado comisario del pueblo soviético de Asuntos Exteriores, y en cumplimiento de lo establecido en el pacto germano soviético, interviene en la incorporación de Letonia, Estonia y Lituania a la Unión Soviética

### Rumanía
Jefe del Ministerio de Seguridad del Estado asesor durante la creación de la Securitate (oficialmente Departamentul Securității Statului, traducible como Departamento de Seguridad del Estado), policía secreta comunista de Rumania entre los años 1949 y 1953.
Responsable de los interrogatorios de Lucrețiu Pătrășcanu, un líder comunista crítico a Stalin, en su día Ministro de Justicia, que fue finalmente fusilado en la prisión de Jilava.
El 26 de octubre de 1959, llega a Rumanía acompañando a su nuevo jefe Nikita Jruschov. Su estancia fue conocida como “Las vacaciones de seis días de Jruschov”, cuando en su pretensión de exportar el comunismo a América Central y Sudamérica, buscando en el único país latino del bloque soviético líderes para nueva guerra de “liberación”.

### KGB
En mayo de 1956, fue nombrado jefe del Primer Alto Directorio del KGB, responsable de operaciones en el extranjero.
Desde julio de 1971 hasta enero de 1975, fue asesor del presidente del KGB cuando, gravemente enfermo por un derrame cerebral, se retiró. 
Durante los primeros años de su mandato vio la creación de los bloques político-militar de Estados Unidos, la OTAN, CENTO, SEATO;  la crisis de Suez (1956); la Revolución húngara de 1956; la exportación del comunismo a Cuba (1958-1961); la escalada de la Crisis de Berlín (1958-1961),  cuyo gestión tuvo como consecuencia la construcción del Muro de Berlín; y por último crisis de los misiles cubanos (1962) que puso al mundo al borde la guerra nuclear. 
Imagen soviética de los años de la Guerra Fría, en 1957 pierde a Rudolf Abel, descubierto por el FBI; y en 1961 pierde a Konon Molody, otro espía ilegal  descubierto en Londres por el MI5.
Fallece el 12 de noviembre de 1983 siendo enterrado en el Cementerio Novodevichy.

## Teología de la Liberación
Sajarovski sostiene que por iniciativa del KGB surge la Teología de la Liberación empleando para tal fin una organización religiosa internacional Conferencia Cristiana de la Paz que colaboraba con el Consejo Mundial de la Paz con sede en la ciudad de Praga cuyo presidente fundacional fue el dirigente comunista Jean Frédéric Joliot-Curie. 
La propia Conferencia Cristiana de la Paz admitió en 1989, cuando la URSS estaba al borde del colapso, que nada menos que un 90% de sus fondos provenían del gobierno soviético.

"... Su principal tarea era llevar la creada Teología de la Liberación al mundo real. La nueva Conferencia Cristiana por la Paz fue manejada por el KGB y estaba subordinada al respetable Consejo Mundial de la Paz, otra creación del KGB, fundado en 1949 y por entonces con su cuartel general también en Praga..."

"..El nacimiento de la Teología de la Liberación fue el intento en 1960 de un super secreto “Programa de desinformación”, aprobado por Aleksandr Shelepin, el presidente del KGB, y por el miembro del Politburó, Alekséi Kirichenko, quien coordinó la políticas internacionales del Partido Comunista..."
Entrevista en Arcipresa.

Nacidos en la Lubyanka, cuartel general del KGB, los conocidos como movimientos de liberación, entre los que destacan: El Ejército de Liberación Nacional de Colombia (FARC) con ayuda de Fidel Castro; el Ejército de Liberación Nacional de Bolivia,  con ayuda del Che Guevara; y la Organización para la Liberación de Palestina (OLP), con ayuda de Yasser Arafat.